# Peking–Csinhuangtao-vasútvonal
A Peking–Csinhuangtao-vasútvonal (egyszerűsített kínai írással: 京秦铁路; tradicionális kínai írással: 京秦鐵路; pinjin: jīngqín tiělù) egy 294 km hosszú, 25 kV 50 Hz-cel villamosított, kétvágányú, normál nyomtávolságú vasútvonal Kínában Peking és Csinhuangtao között. Ez volt az országban az első kétvágányú villamosított vasútvonal. A vonal 1982 és  1985 között épült, és összesen 9 állomás található rajta.